# Slepton
Slepton (ozanaka {\displaystyle {\tilde {l}}\,}) je superpartner leptona. Spada med bozone.